# Andrzej Mazurkiewicz (polityk)
Andrzej Tadeusz Mazurkiewicz (ur. 11 maja 1963 w Jarosławiu, zm. 21 marca 2008 w Warszawie) – polski prawnik i polityk, poseł na Sejm I kadencji (1991–1993), senator IV, VI i VII kadencji (1997–2001, 2005–2008).

## Życiorys
Syn Jerzego i Ireny. Ukończył studia na Wydziale Prawa Katolickiego Uniwersytetu Lubelskiego. W 2005 uzyskał stopień doktora nauk prawnych. Pisał książki historyczne oraz powieści science-fiction.
Od 1981 należał do Konfederacji Polski Niepodległej, był m.in. wiceprzewodniczącym i członkiem rady programowej partii. Działał w strukturach podziemnej KPN i „Solidarności”. W latach 1982–1989 był zatrzymywany przez funkcjonariuszy Służby Bezpieczeństwa. Współpracował z prasą podziemną, m.in. „Pobudką”, „Gazetą Polską KPN” i „Czarno na Białym”.
Sprawował mandat posła na Sejm I kadencji (1991–1993) z listy KPN. Od 1994 do 1997 pełnił funkcję wiceburmistrza Jarosławia. Od 1997 do 2001 zasiadał w Senacie IV kadencji z ramienia Akcji Wyborczej Solidarność. W 2001 kandydował do Sejmu z listy Akcji Wyborczej Solidarność Prawicy, a w 2004 do Parlamentu Europejskiego z listy Narodowego Komitetu Wyborczego Wyborców. W wyborach parlamentarnych w 2005 został wybrany senatorem VI kadencji z ramienia Prawa i Sprawiedliwości w okręgu krośnieńskim. W wyborach parlamentarnych w 2007 po raz trzeci uzyskał mandat senatorski, otrzymując 129 957 głosów. Był także członkiem rady programowej TV Polonia i członkiem honorowym Związku Sybiraków.
19 marca 2008 Andrzej Mazurkiewicz zasłabł. Zdiagnozowano u niego pękniecie tętniaka aorty. Został przewieziony do kliniki w Aninie, gdzie zmarł dwa dni później po zabiegu operacji kardiochirurgicznej, nie wybudzając się z narkozy. 26 marca 2008 został pochowany na Starym Cmentarzu w Jarosławiu. Prezydent Lech Kaczyński odznaczył go pośmiertnie Krzyżem Komandorskim Orderu Odrodzenia Polski. Po jego śmierci w okręgu krośnieńskim 22 czerwca 2008 zostały przeprowadzone wybory uzupełniające, które wygrał Stanisław Zając. W 2018 pośmiertnie odznaczony Krzyżem Wolności i Solidarności.

## Publikacje
- Czarny Piotruś (1989)
- Piotr I, Katarzyna I – historia nieznana (1996)
- Upadek aniołów (1997)
- Anioły śmierci (1999)
- Zemsta aniołów (2006)